# Rio Miranda

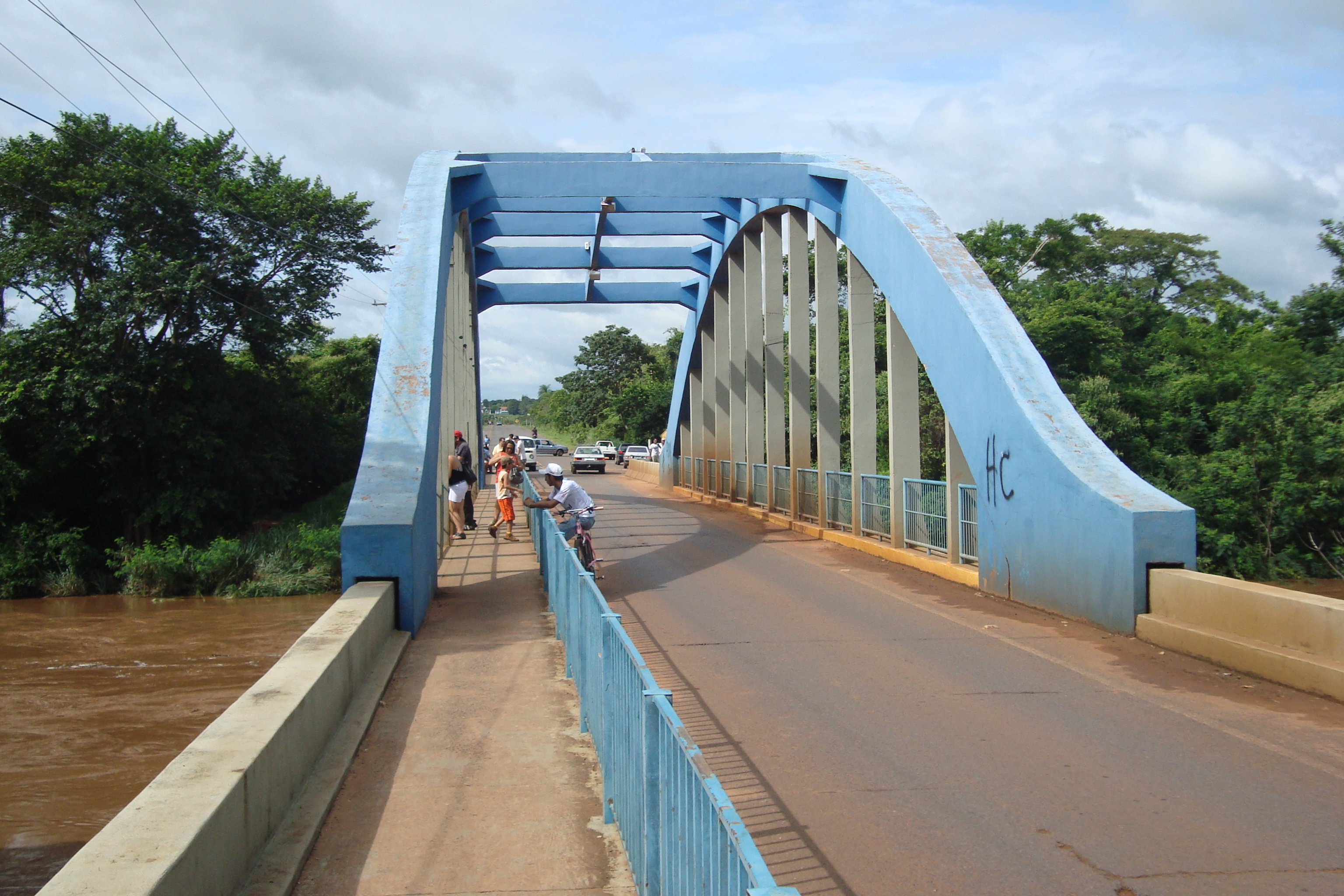
Brücke bei Jardim

Der Rio Miranda ist ein Fluss im brasilianischen Bundesstaat Mato Grosso do Sul. Er ist ein Nebenfluss des Río Paraguay und entspringt in der Nähe der Stadt Jardim. Seine Gesamtlänge beträgt 490 Kilometer.
Sein Ursprung ist der Zusammenfluss der Quellflüsse Rio das Velhas und Rio Roncador rund 24 km südlich von Jardim. Dort mündet der rechte Nebenfluss Rio Santo Antônio.